# NUTS (talker)
NUTS, ou Neil's Unix Talk Server é uma base de talkers escrita na Linguagem de programação C por Neil Robertson, e que ganhou o estatuto da base de talkers mais conhecida em 1996, passando o ew-too. 
O NUTS apareceu como sendo uma alternativa aos talkers ew-too mais fácil de usar. O NUTS apareceu em 1993.  

## Desenvolvimento
N.U.T.S. significa Neil's Unix Talk Server e começou por ser um projecto universitário, "TalkServ", investigando a história dos talkers em 1992. O código foi baseado na funcionalidade de talker da BBS UnaXcess (de 1984) e também inspirado pelo ew-too.
Quando o NUTS atingiu a sua versão 3.3.3 em 1996, o seu desenvolvimento parou por 7 anos, o que fez aparecerem muitas derivações deste código, sendo a mais conhecida o Amnuts.

## NUTS 4
Em Março de 2004 o autor lançou a primeira versão no NUTS-IV, um sistema de Instant Messaging e não um talker.